# Nina Gavriljuk
Nina Vasiljevna Gavriljuk (ryska: Нина Васиьевна Гаврылюк), född 13 april 1965 i Leningrad, är en rysk/sovjetisk f.d. längdskidåkare.
Gavriljuk tävlade mellan 1987 och 2003 och är en av de stora stjärnorna i längdåkning. Bäst var Gavriljuk i världscupen 1995 då hon slutade tvåa efter Jelena Välbe. Gavriljuk ingick i det sovjetiska och senare ryska stafettlag som dominerade stort under 1980- och 1990-talet. Totalt tog Gavriljuk tre olympiska guld och sex guld vid världsmästerskapen, alla i stafett. Dessutom tog Gavriljuk ytterligare sex mästerskapsmedaljer individuellt. 